# Campylopus chilensis
Campylopus chilensis är en bladmossart som beskrevs av De Notaris 1859. Campylopus chilensis ingår i släktet nervmossor, och familjen Dicranaceae. Inga underarter finns listade i Catalogue of Life.